# Lewandowski Miederwaren

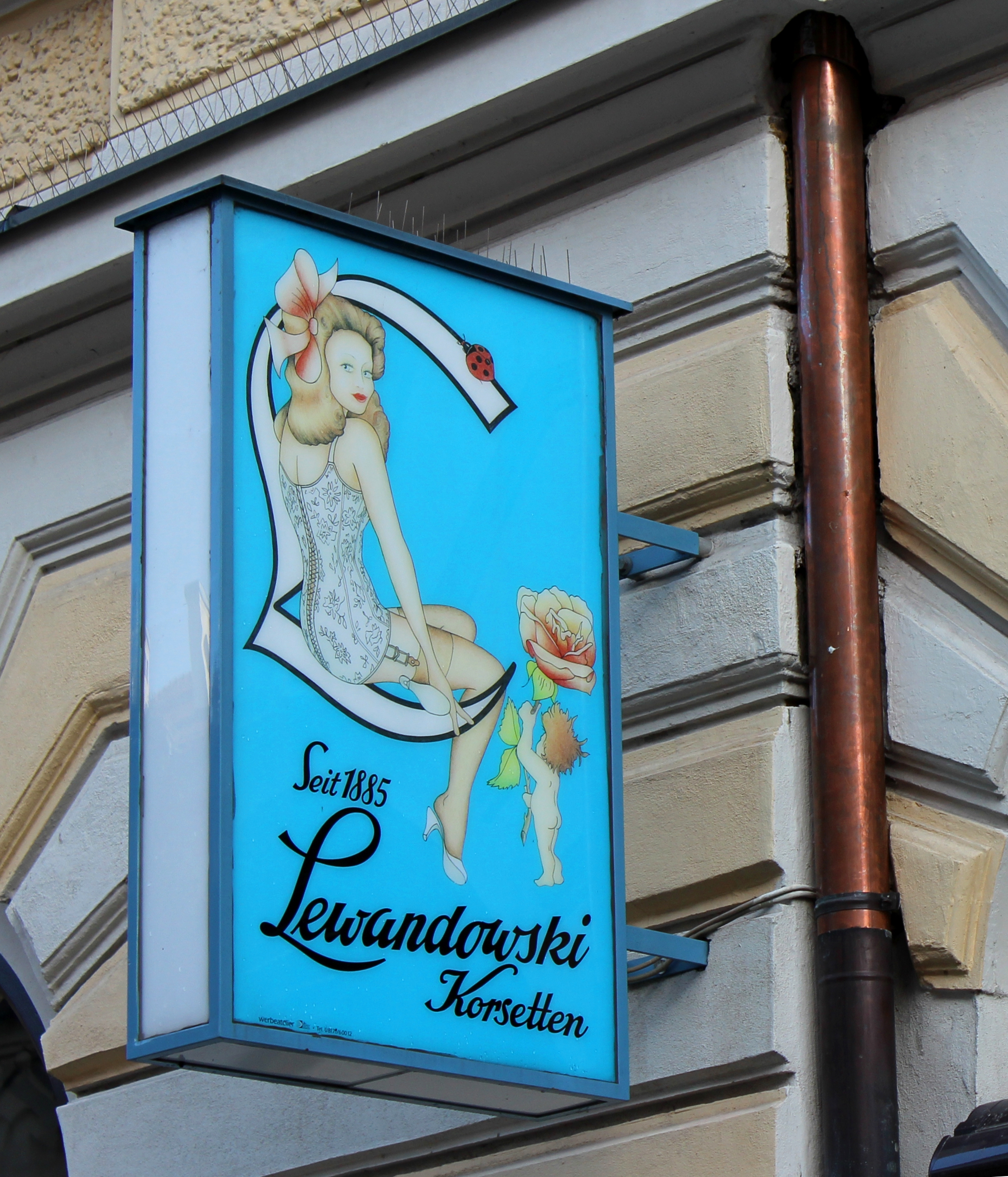
Werbeschild für Lewandowski Korsetten

Lewandowski Miederwaren – Gebrüder Lewandowski Korsetten war ein Unternehmen für die Produktion und den Vertrieb von Damenunterbekleidung mit Sitz in Berlin.

## Geschichte
Die Brüder Hermann, Adolf, Max und David Lewandowski gründeten 1871 ein Unternehmen zur Produktion von Textilien, das sich später auf Korsetts und Damenunterbekleidung spezialisierte. In der Anfangszeit betrieb die Firma Lewandowski Miederwaren in Berlin 56 Filialen.
Die Firma nutzte schon früh alle modernen Werbemöglichkeiten. Neben Zeitungsreklame und Litfaßsäulen verwendete die Firma schon früh das neue Medium Film. Im Jahr 1910 ließ es einen der ersten Werbefilme Deutschlands herstellen. In ihrem Auftrag produzierte der deutsche Regisseur und Produzent Julius Pinschewer den eine Minute langen Stummfilm „Die Korsett-Anprobe“.
Im Jahr 1885 eröffnete das Unternehmen die ersten Geschäfte in München (Theatinerstrasse 49, Rosental 2, Neuhauserstrasse 13, Augustenstrasse 13 und Marienplatz 18). Die Firma lieferte 1917 ihre Korsetts an das bayrische Königshaus. So trugen Marie Therese von Österreich-Este, Prinzessin Adalbert von Bayern, Prinzessin Ludwig Ferdinand und Infantin Eulalia von Spanien die Modelle aus dem Hause Lewandowski. Da diese Produkte nicht dem König galten, wurde die Firma nicht als königlich-bayrischer Hoflieferant gelistet.
Das Geschäft wurde später von Gerhard und Alfred Lewandowski weitergeführt und zur Zeit des Zweiten Weltkriegs von den Nationalsozialisten arisiert beziehungsweise geschlossen. Ein kleiner Laden in der Sendlinger Straße 62 in München blieb bis 2015 bestehen. Dieses Geschäft wurde nicht mehr von der Familie, sondern von einer ehemaligen Angestellten weitergeführt.
Während des Zweiten Weltkriegs floh Max Lewandowski wegen seiner jüdischen Herkunft nach Chile und Gerhard Lewandowski in die Niederlande. Alfred Lewandowski gelang es, seine Abstammung zu verschleiern. Er leistete seinen militärischen Dienst im Afrikakorps unter Erwin Rommel.
Alfred Lewandowski spezialisierte sich auf Verbandstoffe und errichtete in München Frankfurter Ring 247 im Jahr 1948 die neue Weberei. Dazu kam im Jahr 1963 der Erwerb der alten Sägewerkanlage in Bettmannsäge. Hier wurde die vollkommen vernachlässigten Gebäude und das 15ha große Gelände saniert und die Weberei eingerichtet sowie das Elektrizitätswerk am Fluss komplett modernisiert. Aufgrund der allgemeinen wirtschaftlichen Entwicklung und der Abwanderung von Webereien aus Deutschland zog sich auch Alfred Lewandowski aus der Herstellung von Verbandstoffen zurück. Somit wurden in München die Gebäude am Frankfurter Ring später verkauft und gehören heute zu den Münchner Gewerbehöfen. Auch in Bettmannsäge wurden die Anlagen wieder abgebaut und die kompletten Liegenschaften verkauft.